# Molophilus expansistylus
Molophilus expansistylus là một loài ruồi trong họ Limoniidae. Chúng phân bố ở miền Australasia.